# 蒂涅水壩

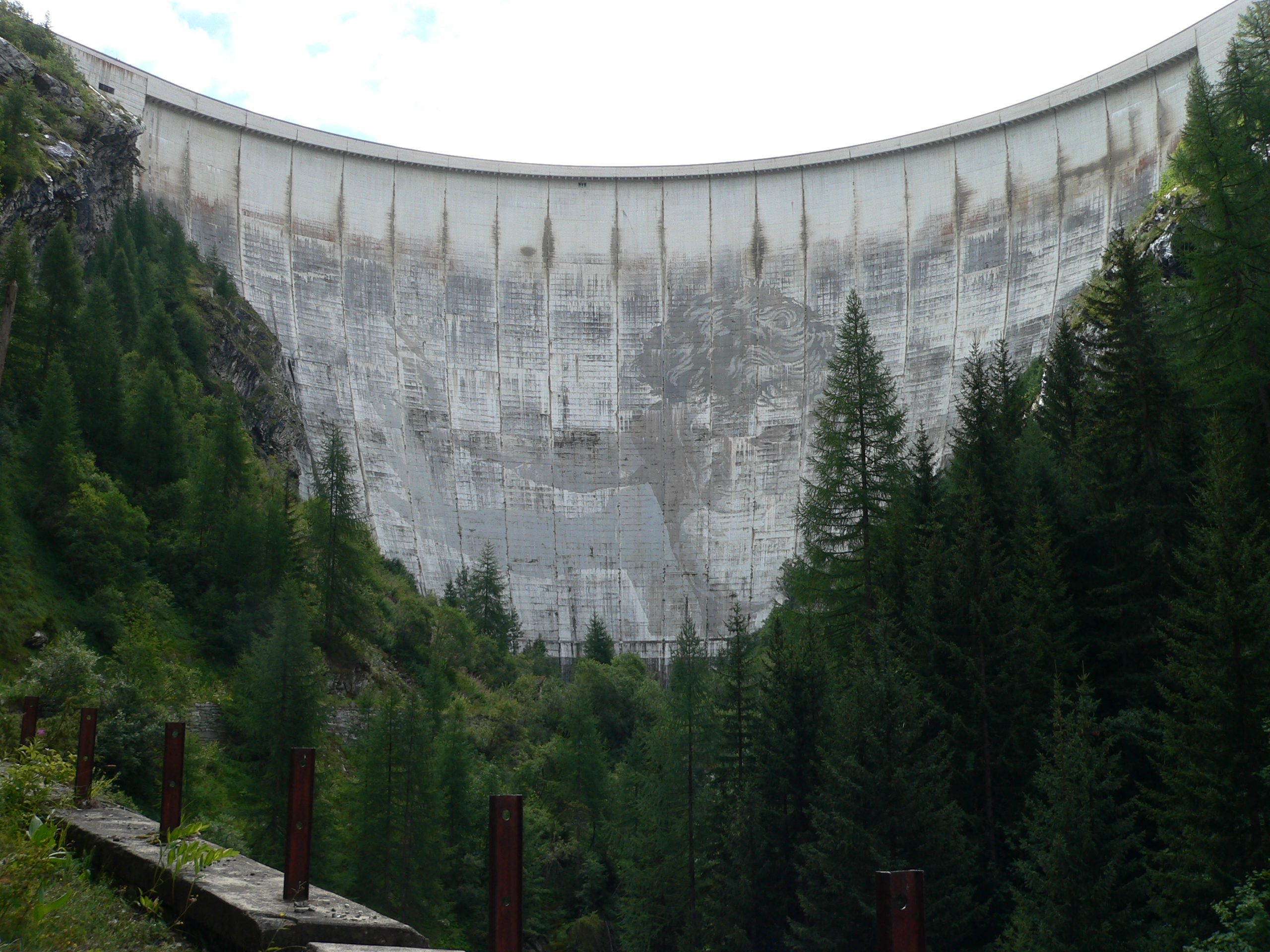

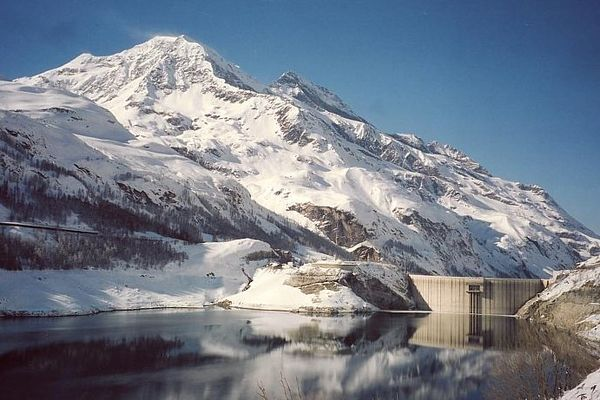

蒂涅水壩（法語：barrage de Tignes），又名謝夫里爾大壩（法語：barrage du Chevril），建於1952年，是法國東南部羅訥-阿爾卑斯大區蒂涅鎮的一座拱壩，位於伊澤爾河之上，作水力發電之用。在落成之初是全歐洲最高的水壩。

## 外部連結
- Structurae数据库中Tignes Dam的数据. [2013-04-24].

45°29′40.82″N 6°55′54.47″E / 45.4946722°N 6.9317972°E